# José Iraragorri
José Iraragorri Ealo zwany Chato (ur. 16 marca 1912 zm. 27 kwietnia 1983) – hiszpański piłkarz narodowości baskijskiej występujący na pozycji napastnika. Większość kariery spędził w Athletic Bilbao, który po zakończeniu kariery objął jako szkoleniowiec.
W reprezentacji wystąpił siedmiokrotnie, raz trafiając do bramki w meczu mistrzostw świata 1934 z Brazylią. Inne źródła podają, że był w tym meczu autorem dwóch bramek, z których jedna przypisywana jest Isidro Lángarze.

## Kariera klubowa
José karierę rozpoczął w Athletic Bilbao, którego barwy reprezentował w latach 1925-1936. W tym okresie drużyna czterokrotnie zwyciężyła w La liga oraz Copa del Rey, a także pięciokrotnie odnosiła zwycięstwo w Biscay Championship. Jego kariera została przerwana poprzez wybuch wojny domowej w Hiszpanii. Kolejnymi klubami José były: Club Deportivo Euzkadi,  Atlético San Lorenzo de Almagro, Real Club España, a następnie powrócił do Athletic Bilbao, gdzie występował w latach 1946-1949. W lidze hiszpańskiej rozegrał 141 spotkań, strzelając 94 bramki. W rozgrywkach Pucharu Króla wystąpił 9 razy, dwukrotnie trafiając do bramki przeciwnika. Po zakończeniu sportowej kariery w wieku 37 lat został managerem Athletic i pozostawał na stanowisku przez 3 lata.